# Polycyrtidea
Polycyrtidea är ett släkte av steklar. Polycyrtidea ingår i familjen brokparasitsteklar.
Kladogram enligt Catalogue of Life:
| Polycyrtidea | \| \| Polycyrtidea flavopicta \| \| \| \| \| \| Polycyrtidea floridana \| \| \| \| \| \| Polycyrtidea gracilis \| \| \| \| \| \| Polycyrtidea limitis \| \| \| \| \| \| Polycyrtidea meritoria \| \| \| \| \| \| Polycyrtidea pusilla \| \| \| \| |
|              | \| \| Polycyrtidea flavopicta \| \| \| \| \| \| Polycyrtidea floridana \| \| \| \| \| \| Polycyrtidea gracilis \| \| \| \| \| \| Polycyrtidea limitis \| \| \| \| \| \| Polycyrtidea meritoria \| \| \| \| \| \| Polycyrtidea pusilla \| \| \| \| |
|              | Polycyrtidea flavopicta |
|              | |
|              | Polycyrtidea floridana |
|              | |
|              | Polycyrtidea gracilis |
|              | |
|              | Polycyrtidea limitis |
|              | |
|              | Polycyrtidea meritoria |
|              | |
|              | Polycyrtidea pusilla |
|              | |